# Barcelona FC (Rondônia)
Barcelona FC is een Braziliaanse voetbalclub uit Porto Velho in de staat Rondônia. Buiten de staat wordt de club ook wel Barcelona-RO genoemd om geen verwarring te veroorzaken met andere clubs. De club speelde eerst in Vilhena.

## Geschiedenis
De club speelde eerst als amateurclub en werd in oktober 2016 een profclub om zo in 2017 te kunnen deelnemen aan het Campeonato Rondoniense. In het eerste toernooi werd de club tweede achter Real Ariquemes en in het tweede toernooi eindigde de club gelijk met stadsrivaal Vilhena. Hierdoor plaatste de club zich voor de tweede fase, waar de club Vilhena met 3-0 versloeg. In de terugwedstrijd werd het 1-1 waardoor de club zich voor de finale plaatste tegen Real Ariquemes. Na een scoreloos gelijkspel heen, won Real op het veld van Barcelona waardoor zij kampioen werden. Als vicekampioen mag de club in 2018 wel al aantreden in de nationale Série D. De club miste op een haar na de tweede ronde door een slechter doelsaldo dan Santos. Door een nieuwe vicetitel is de club ook in 2019 verzekerd van nationaal voetbal. Door financiële problemen trok de club zich na 2021 terug uit de competitie. In 2023 keerde de club terug naar de tweede klasse en kon daar na een tweede plaats promotie afdwingen. In 2024 verhuisde de club naar Porto Velho. 